# Injustice: Gods Among Us
Injustice: Gods Among Us (дословно c англ. — «Несправедливость: Боги среди нас») — компьютерная игра в жанре файтинга, разработанная американской студией NetherRealm Studios и изданная компанией Warner Bros. Interactive Entertainment. Игра основана на комиксах DC Comics, а сюжетная линия разворачивается в параллельной вселенной, в которой Супермен становится жестоким тираном и устанавливает новый порядок в своём мире после того, как Джокер обманом заставил героя убить свою подругу Лоис Лейн и уничтожить Метрополис с помощью ядерной бомбы. В надежде остановить тиранию Супермена, Бэтмен призывает членов Лиги Справедливости из основной вселенной DC присоединиться к своему движению.
Игроки выбирают одного из нескольких персонажей вселенной DC, причём как героев, так и злодеев, и сражаются в поединке, где каждый боец пытается нокаутировать противника. В игре представлена 2.5D-среда — модели персонажей и арены выполнены в трёхмерной графике, но персонажи могут сражаться только в двухмерном пространстве. Injustice основана на нескольких аспектах предыдущей игры от NetherRealm Studios, Mortal Kombat, включая элементы управления, игровую механику, одиночную кампанию и сетевые функции.
Игра вышла в апреле 2013 года в Северной Америке, Европе и Австралии, а также в июне того же года в Японии на консолях PlayStation 3, Xbox 360 и Wii U. В ноябре файтинг был выпущен на PlayStation 4, PlayStation Vita и Windows в виде расширенного издания Ultimate Edition. Файтинг также вышел на мобильных устройствах под управлением iOS и Android. В октябре 2017 года игра также была выпущена на аркадных автоматах. Injustice получила в основном положительные отзывы от критиков и игроков, отмечавших сюжет, боевую систему и большое количество персонажей DC. После выхода файтинг стал самой продаваемой игрой месяца в США и Великобритании и получил несколько наград в номинации «Лучший файтинг» от различных игровых журналов.
Ещё до своего выхода файтинг положил начало медиафраншизы Injustice — в январе 2013 года вышел одноимённый комикс-приквел от Тома Тейлора. В мае 2017 года вышло прямое продолжение Injustice 2, а в 2021 году — мультфильм «Несправедливость», основанный на Gods Among Us.

## Игровой процесс

Скриншот игры, в котором Бэтмен атакует Супермена. Несмотря на то, что персонажи и арены трёхмерные, бои проходят в двухмерном формате

Injustice: Gods Among Us представляет собой файтинг, в котором игроки управляют в рукопашных поединках персонажами с различными стилями боя и специальными атаками. В каждом поединке перед игроком стоит цель истощить запас жизни противника. Игра сделана в 2.5D-формате — персонажи и арены трёхмерные, однако герои сражаются в двухмерном пространстве, перемещаясь вправо-влево. В отличие от других файтингов, в которых бои разделены на раунды, в Injustice схватки длятся один раунд, а у каждого персонажа по две полоски очков здоровья. В игре четырёхкнопочная схема управления с лёгкими, средними и тяжёлыми ударами, а также со специальной индивидуальной атакой для каждого персонажа. Например, Супермен может стать сильнее благодаря приливу сил, а Бэтмен призывает рой электрических летучих мышей.
Все арены основаны на различных известных локациях вселенной DC, таких как Бэтпещера, город Метрополис и Крепость Одиночества. Арены разделены на несколько зон — если боец проводит тяжёлую атаку в углу арены, противник отлетает в следующую зону, в которой поединок продолжается. Во всех зонах есть интерактивные объекты, с которыми персонажи взаимодействуют по-разному — к примеру, Бэтмен может прикрепить к автомобилю бомбу, которая мгновенно взрывается, а Супермен может взять этот же автомобиль и разбить его о противника. При желании игрок может отключить переходы между зонами арены и интерактивные предметы.
По мере того, как персонажи выполняют спецприёмы, блокируют атаки и наносят удары, постепенно заполняется супершкала, разделённая на три части. Часть шкалы можно использовать для усиления спецприёмов. При полном её заполнении игроки могут использовать самую сильную специальную атаку, которая наносит огромный урон. Игроки также могут сделать так называемое «Столкновение», в котором оба участника боя отдают части своей шкалы, и побеждает тот, у кого ставка оказалась больше. «Столкновение» может быть вызвано одним из игроков только после потери первой полоски здоровья.
Сюжетная кампания разделена на несколько глав, и по мере прохождения игрок имеет возможность поиграть за множество героев и злодеев. В сюжетном режиме присутствуют мини-игры, исход которых повлияет на последующее сражение, отняв у предстоящего противника несколько очков здоровья. В Injustice также присутствуют различные режимы, в которых игрок может выбирать задания или сражаться с произвольными противниками. В мультиплеере присутствуют режимы «Царь горы», в котором восемь игроков поочерёдно соревнуются друг с другом на выбывание, и «Последний герой». Играя в любом из режимов, включая онлайн с другими геймерами, игрок получает очки опыта, которые используются для разблокировки альтернативных костюмов, музыкальных композиций и концепт-артов.

### Персонажи
Список персонажей составлялся NetherRealm Studios при участии DC Comics. На составление списка героев ушло около четырёх месяцев, а главной целью было создание состава из самых разнообразных персонажей. Герои подбирались по размеру, способностей, полу, популярности и тому, насколько хорошо они вписываются в сюжет файтинга. Разработка геймплея для каждого бойца заняла около шести недель. Персонажи также разрабатывались с намерением сделать каждого героя и злодея уникальным, а их стили боя и приёмы адаптированы из комиксов. Главный руководитель проекта Эд Бун заявил, что DC дали NetherRealm огромную творческую свободу, позволив им относиться с персонажами по-своему. Некоторые персонажи вселенной DC недоступны для игры, но они присутствуют в качестве камео в сюжетном режиме и кат-сценах — это Дарксайд, Пугало, Металло и Горилла Гродд. В Injustice присутствует Скорпион из Mortal Kombat, доступный в качестве загружаемого играбельного персонажа.
- Аквамен
- Арес
- Бэйн
- Бэтгёрлa[26]
- Бэтмен
- Зодa[27]
- Дефстроук
- Дарксайдc[28]
- Дэдшотc[29]
- Джокер
- Думсдэй
- Женщина-кошка
- Затаннаa
- Зелёная стрела
- Зелёный Фонарь
- Киборг
- Красный колпак
- Лекс Лютор
- Лобоa[30]
- Марсианский охотникa[31]
- Найтвинг
- Обратный Флэшc[32]
- Орлица
- Рыцарь Аркхэма[англ.]c[32]
- Рэйвен
- Синестро
- Скорпионa[25]
- Соломон Гранди
- Статик[англ.]c[33]
- Супермен
- Убийца Мороз
- Флэш
- Флэш (Уолли Уэст)c[34]
- Харли Квинн
- Чёрный Адам
- Чудо-женщина
- Шазам
- Киборг-Суперменb
- Убийца Крокc[35]

↑ : Доступен в качестве загружаемого контента.
↑ : Доступен в качестве костюма персонажа..
↑ : Эксклюзивный персонаж для iOS и Android.

## Сюжет
В параллельной вселенной Джокер обманом заставил Супермена убить Лоис Лейн и их нерождённого ребёнка, а потом взорвать бомбу иного измерения в Метрополисе. Обезумев от горя, Супермен убивает Джокера на глазах Бэтмена и быстро теряет рассудок. Пять лет спустя герой устанавливает диктаторский режим единой Земли, провозгласив себя «Верховным Советником» и отказавшись от своего земного имени «Кларк Кент». Он правит миром как безжалостный диктатор, который поработил многих героев и злодеев и убивает любого, кто выступает против него. В свою очередь, Бэтмен создаёт движение сопротивления, и в результате последовавшей войны между режимом и движением, Лига Справедливости распускается.
В основной вселенной DC Джокер также пытается взорвать Метрополис с помощью ядерной бомбы Лекса Лютора, и за злодеями охотится Лига Справедливости. Когда Бэтмен находит Джокера и собирается обезвредить бомбу, оба телепортируются в параллельную вселенную. Вместе с ними также телепортируются Чудо-женщина, Аквамен, Зелёная стрела и Зелёный Фонарь. Последний уходит для перезарядки своего энергетического кольца, но по пути спасает Дефстроука, попавшего в плен Киборгу и Рэйвен, а также вступает в схватку с Синестро и Жёлтым Фонарём. Тем временем, Аквамен побеждает своего «альтернативного» двойника, который вёл переговоры о союзе между режимом Супермена и Атлантидой. Герой также встречает Ареса, который обессилел из-за отсутствия войн и вступил в союз с повстанцами назло Супермену.
После перегруппировки главные герои встречаются с «альтернативными» Бэтменом и Лексом Лютором, который дружит с Суперменом, но тайно спонсирует движение сопротивления. Они получают таблетки, сделанные из криптонских нанотехнологий и увеличивающие силу героев до уровня Супермена. Бэтмен и Лекс объясняют Лиге, что их телепортировали для получения образца ДНК всех основных членов команды для криптонитового оружия. Бэтмена и Джокера из основной вселенной телепортировало случайно, и в итоге местные Орлица и Жёлтый Фонарь берут героя в плен, приняв его за врага. А Джокер встречает Харли Квинн, которая состоит в движении сопротивления и основала «Клан Джокера» в память о нём. После того, как злодеи помогают клану отбить силы режима в лечебнице Аркхэм, повстанцы проникают в Бэт-пещеру и забирают криптонитовое оружие. Тем временем, в основной вселенной Супермен, Флэш и Киборг пытаются вернуть своих товарищей обратно, но это приводит к телепортации последнего в альтернативную вселенную. Там Киборг присоединяется к движению Бэтмена и помогает захватить Сторожевую башню.
После того, как Супермен публично объявляет о своём желании казнить Бэтмена из основной вселенной, «альтернативные» Бэтмен и Зелёная Стрела врываются на остров Страйкера и спасают его, а Зелёный Фонарь, Чудо-женщина и Аквамен устраивают атаку на Супермена. После того, как два Бэтмена и Стрела убегают через телепорт Сторожевой башни, Супермен понял о её взломе и пытается её уничтожить, но Дефстроук вызывает цепной взрыв, который отбрасывает его обратно на Землю. Лютор пытается нейтрализовать ослабленного героя с помощью криптонитового оружия, но его останавливает Шазам, а Супермен убивает своего друга и уничтожает пушку. Зная о намерениях человечества свергнуть его, Супермен решает уничтожить Метрополис и Готэм-Сити, а также вторгнуться в основную вселенную. Шазам выступил против такого решения, и Супермен убивает его, что побуждает Флэша перейти на сторону Бэтмена.
Во время нападения режима на убежище сопротивления Арес телепортирует Чудо-Женщину в Фемискиру, где та побеждает своего «альтернативного» двойника и убеждает амазонок перейти на сторону Бэтмена. Тем временем, «основной» Бэтмен убеждает двойника призвать со его вселенной Супермена. Во время последовавшей битвы «основной» Супермен одолевает силы режима, убеждает Жёлтого Фонаря сдаться и видится со своим двойником в Крепости Одиночества. Кларк заявляет, что сожалеет о смерти Лоис, и что он «украл у мира свободу». «Основной» Супермен побеждает своего злого двойника, режим распускается, а его члены попадают под стражу. Флэш получил условный срок, а Жёлтого Фонаря доставляют на планету Оа для реабилитации. Главные герои и Джокер возвращаются в свою вселенную, а «альтернативный» Бэтмен и «основной» Супермен наблюдают за заключением злого двойника в камере, которая делает его бессильным.

## Разработка
Первый анонс Injustice: Gods Among Us состоялся 31 мая 2012 года. По словам Эда Буна, главной целью Injustice было создание игры, которая кардинально отличалась бы от традиционных файтингов. Продюсер Эктор Санчес заявил, что NetherRealm Studios не чувствовала себя ограниченной рамками серии Mortal Kombat, что позволило разработчикам пойти на большие дизайнерские риски — например, убрать традиционную отдельную кнопку блока ударов. Аналогично Mortal Kombat vs. DC Universe, предыдущему проекту Эда Буна по вселенной DC, использование лицензии DC Comics подразумевало ограничения на количество насилия в игре, но Бун решил заменить его на «безумный, запредельный экшен». Когда геймдизайнера спросили о влиянии Mortal Kombat и характерного для неё насилия на Injustice, тот ответил, что хотел бы сохранить оба файтинга как отдельные сущности.
Сюжетная кампания Injustice: Gods Among Us написана сценаристами из NetherRealm Studios в сотрудничестве с DC. Разработчики описывали историю как «Сюжетный режим 3.0» и рассказывали, что она создавалась аналогично кроссоверу Mortal Kombat vs. DC Universe и Mortal Kombat 2011 года, делая упор на кинематографическое повествование. По словам ведущего дизайнера Джона Эдвардса, сюжет призван «рационализировать» боевую механику персонажей, обычно не сражающихся друг с другом, и показать то, как Бэтмен может «стоять лицом к лицу» с Суперменом. Сценаристы Джастин Грей и Джимми Пальмиотти выступали в качестве консультантов по сюжету и следили за тем, чтобы персонажи игры сохранили свой аутентичный говор.
Онлайн-режим в Injustice был построен на фундаменте, заложенном в Mortal Kombat (2011). Из-за многочисленных жалоб игроков на серьёзные лаги в мультиплеере игры 2011 года Бун сообщил, что разработчики проанализировали свои ошибки и создали «новую, более сложную систему». Старший продюсер Адам Урбано заявил, что на разработку файтинга ушло два года, а основной упор был сделан на однопользовательскую игру. Во время разработки NetherRealm поделились своей идеей создания автоматизированной системы для распространения загружаемого контента всем пользователям. Игра будет автоматически подключаться к Интернету во время прохождения и автоматически загружать информацию об игроках, купивших персонажей DLC, чтобы играть против тех, кто этого ещё не сделал. Система также позволяет NetherRealm быстро отправлять сообщения о грядущих патчах.
Как и Mortal Kombat vs. DC Universe и Mortal Kombat, Injustice разработан на движке Unreal Engine 3, который был модифицирован под файтинги. С момента выхода Mortal Kombat в 2011 году, NetherRealm заявили о внесении нескольких технических улучшений в свой будущий проект. Эктор Санчес заявил, что «команда KoreTech» раздвинула границы своего графического движка. Он также добавил, что в игре динамическое освещение с точки зрения персонажей и окружающей среды стало «более точным и сложным». В Injustice также используется многопоточный движок для рендеринга, позволяющий отображать примерно в три раза больше объектов на экране, чем в Mortal Kombat.

## Выход и продвижение

### Маркетинг
На «Игромире» 2012 года компания «СофтКлаб» провела турнир по Gods Among Us — победитель получал телевизор от LG и право поучаствовать на европейском первенстве. До выхода игры Warner Bros. и DC Entertainment запустили 10-недельную маркетинговую онлайн-кампанию под названием Injustice Battle Arena, в ходе которой раз в неделю устраивались матчи между персонажами, а победитель определялся голосованием среди игроков. После голосования выходили видеоролики с победителем, подробно рассказывающие о навыках и сильных сторонах бойца, а также интервью с актёром, озвучившим персонажа. Голосующие могли получить бесплатные награды вроде украшений для аватара-персонажа в Xbox Live или загружаемого костюма для Зелёной Стрелы из телесериала «Стрела».
2 апреля 2013 года на PlayStation 3 и Xbox 360 в Северной Америке вышла демоверсия файтинга; на следующий день она стала доступна в Европе. В качестве играбельных бойцов были доступны Бэтмен, Чудо-женщина и Лекс Лютор, а также Думсдэй в виде босса.
5 октября 2012 года Эд Бун на EB Games Expo анонсировал серию комиксов Injustice: Gods Among Us, являющуюся приквелом к игре, который подробно описывает предшествующие события и промежуток между убийством Джокера от рук Супермена и открытием основной вселенной. Серия была написана Томом Тейлором и проиллюстрирована Джереми Рапаком, Майком С. Миллером, Бруно Редондо и Томом Дереником. Первый выпуск по цифровой дистрибуции вышел 15 января 2013 года; позже серия стала доступна в бумажном виде. В декабре 2014 года Том Тейлор объявил, что прекращает заниматься серией и уходит после комикса Injustice: Year Three #14; его заменил Брайан Буччеллато. Заключительная глава цикла вышла в сентябре 2016 года, оставив историю незавершённой. В том же месяце вышла ещё одна серия комиксов Injustice: Ground Zero, которая пересказывает события файтинга с точки зрения Харли Квинн.

### Релиз
Injustice: Gods Among Us вышла 16 апреля 2013 года в Северной Америке, 17 апреля в Австралии и 19 апреля в Европе на консолях PlayStation 3, Wii U и Xbox 360. Некоторые австралийские магазины, вроде JB Hi-Fi и EB Games, выпустили игру на два дня раньше указанной даты. Релиз файтинга на Wii U в Великобритании был отложен до 26 апреля. 9 июня игра вышла в Японии для PlayStation 3 и Wii U. В декабре 2016 года версия для Xbox 360 появилась на консолях Xbox One благодаря функции обратной совместимости.
До выхода игры на консолях NetherRealm Studios выпустили мобильную версию на iOS 3 апреля; 21 ноября она вышла на Android. В версии для смартфонов используются коллекционные карточки с бойцами, а в бою на каждой стороне выступают трое персонажей. Мобильная версия может использоваться для разблокировки бонусов к основной версии на консолях, кроме Wii U. 24 апреля 2014 года в iOS-версии стала доступна многопользовательская игра. 16 октября 2017 года вышел порт мобильной версии на аркадные автоматы.
7 октября 2013 года Warner Bros. анонсировали издание Ultimate Edition, содержащее весь загружаемый контент к игре. Ultimate Edition вышло 12 ноября в США, 27 ноября в Австралии и 29 ноября в Европе на PlayStation 3, PlayStation Vita, PlayStation 4, Windows и Xbox 360. Версия в США также сопровождалась саундтреком к файтингу. Во время пандемии COVID-19 в 2020 году полное издание файтинга было временно бесплатным в Steam, PlayStation Store и Microsoft Store. В декабре 2014 года Injustice: Gods Among Us Ultimate Edition стала временно бесплатной игрой месяца на PlayStation 4, доступной по подписке PlayStation Plus, а с 16 по 30 июня 2021-го — бесплатной на Xbox 360 по Xbox Live Gold. В январе 2018 года файтинг стал доступен в Xbox Game Pass.
Лейбл WaterTower Music выпустил официальный саундтрек Injustice: Gods Among Us — The Album, содержащий музыку от различных популярных исполнителей, таких как Rise Against, Depeche Mode, Mstrkrft, Minus the Bear и Zeus. Саундтрек вышел 16 апреля 2013 года по цифровой дистрибуции, 23 апреля альбом стал доступен на CD-дисках.
В рамках сотрудничества такими розничными компаниями, как EB Games, GameStop, Game, Best Buy, Walmart и Amazon, Warner Bros. Interactive Entertainment предоставила различные бонусы, которые можно было получить только в период предзаказа. За предварительный заказ игры в EB Games, GameStop и Game игрок получал доступ к комплекту «Красный Сын», содержащему костюмы для Супермена, Чудо-женщины и Соломона Гранди, а также двадцать дополнительных миссий «S.T.A.R. Labs», основанных на одноимённой серии комиксов. При покупке игры в Walmart дарили дополнительные костюмы для Бэтмена, Джокера и Женщины-кошки из игры Batman: Arkham City, а также копию Mortal Kombat vs. DC Universe. За предзаказ файтинга в немецком Amazon, игрок получал дополнительный костюм для Бэтмена «Темнейшая ночь», основанный на одноимённом цикле комиксов, а также эксклюзивный режим «Зомби», превращающий всех персонажей в нежить.

### Издания
В сентябре 2012 года было анонсировано коллекционное издание, содержащее стилбук, коллекционную статуэтку, код на загрузку мультфильма «Лига Справедливости: Гибель», первый выпуск серии комиксов Injustice и костюмы для Бэтмена, Супермена и Чудо-женщины из линейки The New 52. На фигурке, изображена Чудо-женщина, сражающаяся с Бэтменом. Для магазинов GameStop и EB Games вышло эксклюзивное издание Battle Edition, которое включает в себя три костюма из The New 52, а также стилизованный аркадный контроллер с регулируемой подсветкой. В Великобритании и Австралии было доступно специальное издание, которое можно было получить в сети магазинов Game и EB Games — оно содержало стилбук и набор «Красный Сын». В России компания «СофтКлаб» выпустила «советское» издание с тремя костюмами для Супермена, Чудо-женщины и Соломона Гранди и двадцатью заданиями «S.T.A.R. Labs».

### Загружаемый контент
В сезонном пропуске, доступный пользователям PlayStation 3 и Xbox 360, присутствуют костюмы Flashpoint для Аквамена, Дефстроука и Чудо-женщины, а также первые четыре загружаемых персонажа. Чтобы предотвратить споры между игроками, купившими DLC, и теми, кто этого ещё не сделал, вместе с платным контентом выпускали бесплатные пакеты с дополнительными костюмами персонажей. 17 апреля 2013 года во время финала Injustice Battle Arena был официально показан первый дополнительный боец — им стал Лобо. Он стал доступен 7 мая. 3 мая Бэтгёрл была показана второй загружаемой героиней, она стала доступна 21 мая. 3 июня был анонсирован Скорпион из серии Mortal Kombat, который стал играбельным 11 июня. Дизайн Скорпиона является абсолютно новым и придуман художником Джимом Ли. Последним загружаемым персонажем был показан 12 июня в программе Конана О’Брайена «Конан» — им стал генерал Зод, который вышел 2 июля. Для всех загружаемых персонажей также стали доступны миссии в «S.T.A.R. Labs». 3 июля все четыре дополнительных героя стали доступны для владельцев Wii U.
6 июня Эд Бун заявил, что будет создан ещё один загружаемый боец по просьбам фанатов. Ранее геймдизайнер провёл опрос в «Твиттере», чтобы определить, каких персонажей из DC игроки Injustice хотели бы видеть. В итоге им стал Марсианский Охотник, несмотря на то, что его исключали из опроса из-за сильной доминации персонажа. Охотник был официально представлен на Evolution Championship Series и стал доступен для загрузки 30 июля; в этот день также вышел Джон Стюарт в качестве альтернативного костюма для Зелёного Фонаря. Незадолго до доступа к загрузке Марсианского Охотника, Бун в «Твиттере» написал, что у NetherRealm имеются дальнейшие планы по разработке загружаемого контента, а шестой дополнительный герой является «любимым запросом большого фаната». 5 августа стало известно, что Затанна стала победителем опроса фанатов в социальных сетях — она стала доступна 13 августа, вместе с дополнительным костюмом для Супермена «Киборг-Супермен».

## Восприятие

### Отзывы критиков
| Сводный рейтинг       | Сводный рейтинг                                                          |
| Агрегатор             | Оценка                                                                   |
| --------------------- | ------------------------------------------------------------------------ |
| GameRankings          | PS4: 83,21 % X360: 82,05 % PS3: 81,04 % PS Vita: 73 % iOS: 66,82 %       |
| Metacritic            | iOS: 69/100 PS3: 78/100 WIIU: 82/100 X360: 81/100 PC: 79/100 PS4: 80/100 |
| Иноязычные издания    |                                                                          |
| Издание               | Оценка                                                                   |
| EGM                   | 9,5/10                                                                   |
| Eurogamer             | 8/10                                                                     |
| Game Informer         | 9/10                                                                     |
| GameSpot              | 7/10                                                                     |
| IGN                   | 8,2/10                                                                   |
| OXM                   | 9/10                                                                     |
| USA Today             | [ 120 ]                                                                  |
| Русскоязычные издания |                                                                          |
| Издание               | Оценка                                                                   |
| 3DNews                | 8/10                                                                     |
| Absolute Games        | 75 %                                                                     |
| «IGN Россия»          | 7/10                                                                     |
| «Игромания»           | 8,5/10 (журнал) 8/10 (сайт)                                              |
| «Игры Mail.ru»        | 8,5/10                                                                   |
| «Канобу»              | 7/10                                                                     |

Injustice: Gods Among Us получила положительные отзывы от критиков. Согласно сайту-агрегатору Metacritic, версия для Wii U получила наивысший балл — 82 из 100, а версии для Xbox 360 и PlayStation 3 — 81 из 78 баллов соответственно. Ultimate Edition была оценена в 80 и 79 баллов для PlayStation 4 и Windows соответственно. Версия для iOS была оценена в 69 баллов, что, по критериям сайта, указывает на «смешанные отзывы».
Винс Иньенито из IGN назвал файтинг «одновременно очень хорошим броулером и большим старым небрежным любовным письмом фанатам». Критик похвалил сюжетный режим, уникальную боевую систему и использование лицензии DC, однако раскритиковал графику в кат-сценах, «невыразительные текстуры и плохо смоделированные здания». Эндрю Райнер из Game Informer охарактеризовал игру как «хорошо отлаженный файтинг» и похвалил NetherRealm Studios за предоставление «отличного игрового опыта», утверждая, что их любовь к вселенной DC прекрасно сочетается с их формулой Mortal Kombat.
Мэтт Эдвардс из Eurogamer похвалил игру за большое количество контента, особенно выделив «S.T.A.R. Labs», однако высказался более сдержанно об онлайн-составляющей файтинга, отметив, что «улучшения, внесённые для уменьшения проблем с задержками сети, оказались скорее незначительными». Максвелл Макги из GameSpot посчитал, что игра не дотягивает до своих современников — журналист низко оценил сюжетную кампанию, описав её как «настолько нелепую, что граничит с пародией», и посетовал на отсутствие полноценного обучения для новых игроков и повторов схваток.
Микель Репараз из Official Xbox Magazine похвалил Injustice за «быстрый, сокрушительный и доступный» геймплей, назвав игру «одним из самых приятных 2D-файтингов за последние годы». Рэй Карсильо из EGM высоко оценил сюжет, игровую механику и дополнительные предметы коллекционирования. В качестве главного недостатка критик отметил долгие и частые загрузки. Бретт Молина из USA Today оценил Injustice на три с половиной звезды из четырёх, заявив, что «NetherRealm создали впечатляющий пакет с Injustice, сочетающий супергероев и злодеев, который поклонники комиксов могут оценить по достоинству благодаря боевой механике, которая понравится игрокам любого уровня».

### Продажи и награды
На Game Critics Awards Injustice получила награду в номинации «Лучший файтинг», показанный на E3 2012. Игра также была признана «Лучшим файтингом 2013 года» такими изданиями, как IGN, «Игромания», GameTrailers и Game Informer. Игра получила аналогичную награду на VGX 2013 и D.I.C.E. Awards. Национальная академия рецензентов индустрии видеоигр присудила Injustice награду в номинации «Игра, файтинг». На SXSW Gaming Awards файтинг победил в категории «Превосходство в конвергенции». В январе 2023 года, спустя почти два месяца после смерти Кевина Конроя от рака кишечника, сайт TheGamer составил топ-7 лучших игр с участием Кевина — в нём Gods Among Us заняла четвёртое место. В феврале следующего года файтинг занял пятое место в топ-10 лучших игр по комиксам DC, уступив лишь второй части и играм серии Batman: Arkham от Rocksteady Studios.
Injustice стала самой продаваемой игрой апреля в США. По данным отраслевых аналитиков из TD Cowen, за месяц было продано 424 тысяч копий, благодаря чему файтинг стал единственной игрой, перешагнувшей порог в 250 тысяч. По данным NPD Group, она также оставалась самой продаваемой игрой мая, а в июне игра опустилась на шестое место. В Великобритании Injustice возглавил чарты всех форматов спустя неделю после выхода.
Летом 2018 года, благодаря уязвимости в защите Steam Web API, стало известно, что точное количество пользователей сервиса Steam, которые играли в Injustice: Gods Among Us Ultimate Edition хотя бы один раз, составляет 1 279 176 человек.

### Запрет в некоторых странах
В апреле 2013 года файтинг оказался временно запрещён в ОАЭ и Кувейте. Чтобы обойти запрет, в этих странах игра была переименована в Injustice: The Mighty Among Us. По некоторым данным, блокировка в ОАЭ и Кувейте был связан с тем, что в названии игры присутствует слово «Gods», а упоминание Бога во множественном числе противоречит шахаде. Декольте некоторых женских персонажей и наличие крови также могло способствовать запрету. Кроме того, название самой игры могло быть расценено как нарушение нравственных норм в исламе. Тем не менее, запрет в ОАЭ и Кувейте был снят.

## Наследие
8 июня 2016 года Warner Bros. анонсировали сиквел Injustice 2. Он вышел 16 мая следующего года на PlayStation 4 и Xbox One. Вторая часть продолжает сюжетную линию первой части — в альтернативной вселенной Бэтмен вместе со своими товарищами работает над предотвращением новой угрозы, одновременно ликвидируя остатки тоталитарного режима Супермена. В Injustice 2 присутствуют те же механики геймплея, что и в Gods Among Us, но в сиквеле появилась система кастомизации бойцов, благодаря чему игрок может по своему желанию настроить персонажу внешний вид и улучшать его способности. Перед выходом второй части также вышла одноимённая серия комиксов от Тома Тейлора, рассказывающая о промежуточных событиях между играми Injustice.
19 мая 2021 года появилась информация о готовящемся мультфильме «Несправедливость», который был официально анонсирован в июне. Мультфильм был снят в рамках серии оригинальных анимационных фильмов DC, а его сюжет основан на комиксе Year One, сделанном по игре. «Несправедливость» вышла 19 октября 2021 года эксклюзивом на DVD, Blu-Ray и 4K Ultra HD.